# Miłki
Miłki (Duits: Milken) is een dorp in het Poolse woiwodschap Ermland-Mazurië, in het district Giżycki. De plaats maakt deel uit van de gemeente Miłki en telt 580 inwoners.